# Britney (album)
Britney er det tredje studiealbum af den amerikanske popsanger Britney Spears. Albummet blev udgivet i 2001 af Jive Records.

## Nummerliste
1. I'm a Slave 4 U — 3:23
2. Overprotected — 3:18
3. Lonely — 3:19
4. I'm Not a Girl, Not Yet a Woman — 3:51
5. Boys — 3:26
6. Anticipating — 3:16
7. I Love Rock 'N Roll — 3:06
8. Cinderella — 3:39
9. Let Me Be — 2:51
10. Bombastic Love — 3:05
11. That's Where You Take Me — 3:32
12. When I Found You (kun udenfor USA) — 3:37
13. Before the Goodbye (kun udenfor USA) — 3:50
14. I Run Away (kun udenfor USA) — 4:04
15. What It's Like to Be Me — 2:50